# سوني اريكسون اكسبيريا ارك اس
سوني أريكسون أكسبيريا أرك أس (بالإنجليزية: Sony Ericsson Xperia arc S)‏ هو هاتف ذكي من سوني موبايل كوميونيكيشنز يعمل بنظام أندرويد، تم طرحه في الأسواق في 2011.

## الخصائص
- نظام التشغيل: أندرويد
- الكاميرا الخلفية: 8.1 ميجابكسل
- الشاشة: إل سي دي
- الوزن: 117 غ (4.13 أونصة)
- المعالج: 1.4 جيجا هرتز
- الذاكرة: 512 ميجابايت